# Borrell I di Pallars
Borrell I di Pallars (Borrell anche in spagnolo, in catalano e in francese; verso la metà del secolo X – 995 circa) fu Conte di Pallars dal 953 alla sua morte.

## Origine
Borrell, secondo il documento n° 296 del CATALUNYA CAROLINGIA VOLUME II (non consultato) era il figlio secondogenito del Conte di Pallars, Lupo I e di Gotruda di Cerdanya, figlia del Conte di Cerdanya di Conflent e di Besalú Miró II, come conferma lo storico catalano, Pròsper de Bofarull i Mascaró.

Secondo il Codice di Roda, Lupo I di Pallars era il figlio quartogenito del Conte di Ribagorza e di Pallars, Raimondo I e di Ginigenta, che ancora secondo il Codice di Roda, era figlia d’Asnar Dató, discendente dai conti di Bigorre; secondo la España sagrada. 46, Lupo era figlio di un conte Borrell (Borrell I di Barcellona).

## Biografia
Suo padre, Lupo I, morì verso il 950, comunque prima del 953, anno in cui il fratello di Lupo I e zio di Borrel, Isarno I (Isarnus gratia Dei comes Paliarensis et marchio), come ci viene confermato dal documento n° 95 della Histoire générale de Languedoc : avec des notes et les pièces justificatives, T. 5, fece testamento in cui dispose lasciti per il fratello vescovo, Atone, per la figlia, Ermengarda, citando la moglie col nome di Sinegunde (Sinegentis comtissæ), senza citare Lupo.

Alla morte di suo zio, Isarno, probabilmente in quello stesso 953, dato che il figlio di Isarno, Guglielmo I, associato al governo della contea, era premorto al padre (non venne citato nel testamento di Isarno) Borrell gli succedettero assieme ai due fratelli Raimondo II e Suniario I, sotto la tutela e reggenza della madre, Gotruda di Cerdanya, in quanto, secondo il Codice di Roda, erano ancora molto giovani.

La madre, Gotruda, tenne la reggenza per circa dieci anni.
Dopodiché i tre fratelli governarono insieme, sebbene Raimondo II, che era il maggiore, esercitasse una sorta di supremazia sui fratelli, come ci viene confermato anche dal documento n° 296 del CATALUNYA CAROLINGIA VOLUME II (non consultato).
Tutti e tre i fratelli furono esecutori testamentari del loro cugino, il conte Borrell II di Barcellona.
Esistono alcuni documenti che confermano le donazioni fatte da Borrell I, assieme al fratello, Raimondo II: i documenti n° 199, 262 e 269 del CATALUNYA CAROLINGIA VOLUME II (non consultati).
Inoltre il documento n° 320 del CATALUNYA CAROLINGIA VOLUME II (non consultato) riporta il testamento di Borrell I, in cui dispone lasciti, citando tutti i suoi sei figli.
Il testamento di Borrell I non è datato, ma si ritiene che morì nel 995 e, dato che in quello stesso anno era morto anche il fratello, Raimondo II, il terzo fratello, Suniario I continuò a governare la contea, associando al governo il figlio maggiore di Borrell I, Ermengol, che fu in sottordine allo zio.

## Matrimonio e discendenza
Borrell aveva sposato Ermetrude, che secondo le Europäische Stammtafeln, volume III, parte 1, n° 119 (non consultate) era la figlia del conte di Rouergue, Raimondo II, e di Riccarda, figlia di Odoino; Ermetrude, dopo essere rimasta vedova aveva sposato in seconde nozze il fratello di Borrel I, Suniario I, come ci viene confermato dal documento n° 6 di El Monestir de Santa Maria de Gerri (segles XI-XV) Collecció Diplomática, II (non consultato).

Borrell da Ermetrude ebbe sei figli:
- Ermengol († dopo il 1030), citato nel testamento del padre, fu Conte di Pallars
- Guglielmo, citato nel testamento del padre
- Isarno, citato nel testamento del padre
- Miró, citato nel testamento del padre
- Ava, citata nel testamento del padre
- Ermengarda, citata nel testamento del padre.

### Fonti primarie
- (LA)  (ES)  #ES Textos-navarros-codice-roda.pd.
- (LA)  Histoire générale de Languedoc : avec des notes et les pièces justificatives, T. 5.
- (LA)  España sagrada. 46.

### Letteratura storiografica
- (ES)  Bofarull i Mascaró, Los condes de Barcelona vindicados, Tome I,.
- (EN) The Development of Southern French and Catalan Society, 718-1050, su libro.uca.edu.